# Mieleszki-Kolonia
Mieleszki-Kolonia – kolonia w Polsce położona w województwie podlaskim, w powiecie białostockim, w gminie Gródek.
Według Powszechnego Spisu Ludności z 1921 roku kolonię zamieszkiwało 86 osób, wśród których 70 było wyznania prawosławnego, a 16 mojżeszowego. Jednocześnie 70 mieszkańców zadeklarowało białoruską przynależność narodową, a 16 żydowską. Było tu 9 budynków mieszkalnych.
W latach 1975–1998 miejscowość należała administracyjnie do województwa białostockiego.
W pobliżu wsi znajduje się rezerwat przyrody Rabinówka.